# Ỽ
Cette page contient des caractères spéciaux ou non latins. S’ils s’affichent mal (▯, ?, etc.), consultez la page d’aide Unicode.
Ỽ (minuscule ỽ), appelé v de moyen gallois, est une variante des lettres U, V, et W, et une lettre additionnelle qui était utilisée en moyen gallois au Moyen Âge.

## Utilisation

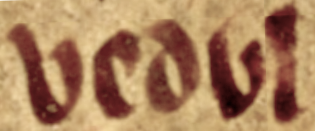
‹ vedỽl › dans Jesus College MS. 119, 6r.
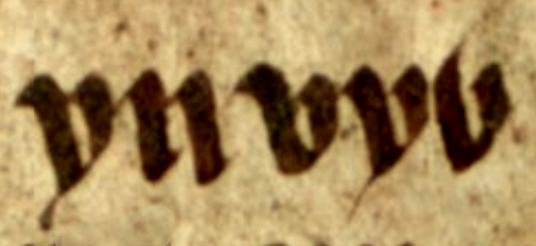
‹ yn vyỽ › dans Jesus College MS. 119, 47r.

On retrouve le v de moyen gallois dans des manuscrits du XIIIe jusqu’au XIVe siècle,.
Dans le Livre noir de Carmarthen, écrit vers 1250, le v de moyen gallois et le v sont utilisés indifféremment.
Plus tard, dans Llyvyr agkyr Llandewivrevi (en) (version galloise de l’Elucidarium) de 1346, et de manière plus générale dans les manuscrits gallois du XIVe siècle, le v est équivalent au u, et le ỽ et le w sont utilisés indifféremment pour la consonne spirante labio-vélaire voisée /w/ du w gallois moderne.

## Représentations informatiques
Le V de moyen gallois peut être représenté par les caractères Unicode suivants :
| formes    | représentations | chaînes de caractères | points de code | descriptions                               |
| --------- | --------------- | --------------------- | -------------- | ------------------------------------------ |
| capitale  | Ỽ               | Ỽ                     | U+1EFC         | lettre majuscule latine v de moyen gallois |
| minuscule | ỽ               | ỽ                     | U+1EFD         | lettre minuscule latine v de moyen gallois |